# Objekt 279
Objekt 279 (in russo: Объект 279) è un carro armato pesante sovietico sviluppato nelle Officine Kirov, Leningrado da un gruppo capeggiato dall'ingegnere L. Troyanov nel 1957. È un carro per uso specializzato, inteso per combattere su terreno dissestato inaccessibile a carri normali. Fu progettato anche per resistere e continuare ad essere operativo nelle condizioni di un attacco nucleare. Era ideato come carro di riserva del Comando supremo.
L'Objekt 279 è una versione unica che vantava capacità fuoristrada molto migliorate. Questo carro ha quattro serie di cingoli montate su due blocchi vuoti e rettangolari longitudinali, usati come serbatoi di carburante. Il corpo principale (con una corazzatura di 269 mm) è coperto da uno scudo sottile ellittico che lo protegge da colpi HEAT a carica cava, e prevenivano il capottamento del mezzo nel caso di esplosione. Questo è composto da strutture a forma irregolare di spessore variabile. La parte frontale e i due lati sono fusi in tre blocchi unici, sono tondeggianti con sottili pannelli di corazzatura anti-HEAT, che sono posti intorno al bordo davanti e sui lati del corpo.
La torretta, prodotta in un blocco unico (corazzatura spessa 319 mm) è tondeggiante, con pannelli anti-HEAT montati a un angolo di settanta gradi.
Il carro è armato di un cannone M-65 di calibro 130 mm con rigatura, che spara colpi APDS (Armour Piercing Discarding Sabot, colpi perforanti a scartamento d'involucro) con una velocità iniziale di 1030 m/s, e una mitragliatrice pesante KPVT da 14,5 mm, stabilizzata da uno stabilizzatore "Groza". Il cannone è provvisto di un caricatore semiautomatico. Il sistema di controllo del fuoco consiste di un sistema di puntamento ottico/radio, sistema di guida automatico, e visore notturno L2 con luce infrarossa.
La sospensione è idro-pneumatica con un idrotrasformatore complesso e scatola del cambio a tre velocità.
Il carro ha anche protezione NBC (Nuclear, Biological, Chemical – protezione nucleare, biologica, chimica) e sistema antincendio automatizzato, generatori di fumo e sistema di riscaldamento/raffreddamento nell'interno.
La pressione esercitata dai cingoli sul terreno non eccede i 0,6 kg/cm². La catena di trasmissione corre quasi per l'intera lunghezza dei cingoli, e questo aumenta il potenziale di attraversamento di terreni paludosi, terriccio molle, area piena di alberi tagliati, porcospino ceco ed altri ostacoli anticarro. Il motore a 16 cilindri 2DG-8M da 1000 cavalli permetteva al veicolo di 60 tonnellate di andare a 55 km/h su strada e davano un raggio d'azione di 300 km con un pieno.
Il carro superò con successo tutti i test. Ma il modello fu abbandonato nel 1959, come tutti i nuovi carri pesanti, da Nikita Khrushchev, che era un sostenitore dei carri armati dotati di missili con sistema di guida, come l'IT-1 (ИТ-1) che era armato di razzi anticarro guidabili Dragon (Дракон). L'unico esemplare di questo veicolo oggi esistente è in mostra al Museo dei mezzi corazzati di Kubinka, a 50 km da Mosca.

## Caratteristiche generali
- Anno di produzione: 1957.
- Massa: 60 tonnellate.
- Corazzatura: 319 mm (fronte torretta) 269 mm (fronte scafo).
- Cannone: 130 mm (calibro 60) M-65 con rigatura.
- Velocità di fuoco: 5-7 colpi al minuto.
- Sistema di caricamento: semiautomatico.
- Armamento secondario: mitragliatrice 14.5 KPVT, coassiale.
- Munizioni: 24 cartucce - proietto per il cannone e 300 colpi per la mitragliatrice.
- Stabilizzatore per il cannone “Groza” bidimensionale: "Groza" 2 dimensional stabilizer.
- Visore notturno: L2 faro di ricerca attivo infrarosso L2 IR .
- Motore : 2DG-8M o DG-1000.
- Potenza: 1000 cavalli.
- Velocità su strada: 55 km/h.
- Autonomia: 300 km.
- Protezione NBC: si.
- Equipaggio: 4 (capocarro, cannoniere, pilota, servente).